# The Ashes 1888
Il The Ashes 1888 è stata la 7ª edizione del prestigioso The Ashes di cricket. La serie di 3 partite si è disputata in Inghilterra tra il 16 luglio e il 31 agosto 1888.
La vittoria è andata alla selezione inglese, che ha vinto per 2-1.

## Risultati

### Test 1
| 16-17 luglio Referto |

| Australia        | v | Inghilterra   |
| 116 (71.2 overs) |   | 53 (50 overs) |
| 60 (29.2 overs)  |   | 62 (47 overs) |

- Australia vince il sorteggio e decide di battere

### Test 2
| 13-14 agosto Referto |

| Australia        | v | Inghilterra       |
| 80 (90.3 overs)  |   | 317 (138.2 overs) |
| 100 (69.2 overs) |   |                   |

- Australia vince il sorteggio e decide di battere

### Test 3
| 30-31 agosto Referto |

| Inghilterra       | v | Australia       |
| 172 (113.1 overs) |   | 81 (52.2 overs) |
|                   |   | 70 (31.1 overs) |

- Inghilterra vince il sorteggio e decide di battere